# 颱風尼格 (2011年)
| 太平洋颱風季             |
| 主題頁 - 專題 - 編輯指南 |

颱風尼格（英語：Typhoon Nalgae，聯合颱風警報中心：WP222011，國際編號：1119，菲律賓大氣地球物理和天文管理局：Quiel）為2011年太平洋颱風季第19個被命名的風暴。「尼格」一名乃由朝鲜提供，是翅膀的意思，表示飛翔、動感和自由。

## 發展過程
9月26日，日本氣象廳升格為熱帶低氣壓。
9月27日14時，聯合颱風警報中心升格為熱帶低氣壓並發出第一次警報。
9月28日，日本氣象廳升格為熱帶風暴，並給予命名尼格及編號1119。
9月29日11時，進入菲律賓大氣地球物理和天文管理局的負責範圍，獲菲律賓命名為Quiel，稍晚，日本氣象廳升格為颱風。
9月30日晚上9時45分，香港天文台升格為強颱風。
10月1日8時，聯合颱風警報中心升格為超級颱風。隨後，尼格登陸菲律賓，當晚進入南海並減速移動。
10月2日，尼格向西北偏西移動並迅速減弱，天文台資料顯示，接近中心最高持續風速在15小時內由每小時155公里急降至每小時110公里，天文台亦因而先後在凌晨及下午2時45分把尼格降為颱風及強烈熱帶風暴。其後尼格維持強度至10月3日上午11時再度減弱，接近中心最高持續風速進一步下降至每小時90公里。尼格亦在10月3日早上8時開始持續向西移動。
10月4日凌晨，香港天文台把尼格降格為熱帶風暴，尼格開始改向西北偏西移動並登陸海南。
10月5日凌晨，香港天文台再把尼格降格為熱帶低氣壓。在上午2時，尼格位於峴港以北約300公里，轉向至西南偏西方向移向北部灣。並於早上在北部灣減弱為低壓區，其殘餘雨帶移入越南中部。

## 影響

### 菲律賓
當地最高熱帶氣旋警告信號：三號風暴信號
菲律賓大氣地球物理和天文管理局於10月1日為10個省發出三號風暴信號。
10月1日，尼格登陸菲律賓，為一星期內第2個登陸菲律賓的颱風，且強度比同年9月的颱風納沙還強，已有14個省列入警戒範圍。菲律賓北部的伊莎貝拉省多棵大樹被吹倒，屋頂被掀起。
由於尼格與納沙侵襲的時間過於接近，使得難以計算死傷人數及損失。

### 中国大陆

#### 廣東省
省氣象台曾發出過 颱風黃色預警信號。
 颱風藍色預警信號包括：台山、珠海、恩平、陽江、陽西、吳川、雷州、徐聞、廉江、電白、茂名、高州、化州、信宜、湛江、遂溪
 颱風白色預警信號包括：深圳、中山、惠州、惠東、惠陽、南沙、東莞、江門、廣州、陽春

#### 海南省
省氣象台曾發出 颱風黃色預警信號。
 颱風黃色預警信號包括：昌江、三亞、海口、定安、東方、臨高、文昌、澄邁、白沙、樂東、萬寧、瓊中、陵水、儋州、瓊海

#### 廣西壯族自治區
省氣象台沒有發出熱帶氣旋信號。
 颱風藍色預警信號包括：北海

### 香港
當地發出最高熱帶氣旋警告信號： 三號強風信號
香港天文台於10月2日上午10時40分發出一號戒備信號，當時尼格集結在香港之東南偏南約740公里。有鑑於尼格與東北季候風的共同影響，香港普遍地區從10月2日日間至10月3日晚間都吹清勁北至東北風，天文台在10月3日早上6時40分發出三號強風信號，當時尼格集結在香港以南約530公里。
尼格在10月3日上午10時至下午5時最接近香港，並在香港以南約510公里掠過。尼格在當天下午有減弱跡象，對香港的影響逐步減少，且逐漸遠離，天文台在當天晚上7時10分直接取消所有熱帶氣旋警告信號，當時尼格集結在香港之西南偏南約510公里。但東北季候風的影響漸見明顯，天文台因而同時發出強烈季候風信號，以表示強烈東北季候風已取代尼格成為當時香港吹強風的主導。這是2010年強颱風凡亞比後，天文台首次直接取消所有熱帶氣旋警告信號；同時，以強烈季候風信號緊接取代熱帶氣旋警告信號之做法，亦為近年內罕見。尼格一度成為天文台自2007年採用測風網絡後風暴中心距離香港最遠的三號信號，但此紀錄已先後被2016年超強颱風莎莉嘉、2020年熱帶風暴森拉克的520公里及2024年颱風潭美的550公里打破。
尼格襲港期間，天文台測風網絡8個指定自動氣象站只有1個錄得強風，三號信號不達標；機場和西貢以些微之差，未能錄得強風。風暴期間，長洲錄得最高10分鐘平均風速為每小時47公里。

### 澳門
當地懸掛最高熱帶氣旋警告信號：  三號風球
氣象站瞬間最低氣壓：994.2 hPa（10月3日下午3時16分）
風暴中心與澳門之最近距離：澳門南約500公里（10月3日下午2時）

#### 雨量
| 氣象站         | 信號懸掛期間總雨量（毫米） |
| -------------- | -------------------------- |
| 大潭山         | 3.6                        |
| 嘉樂庇總督大橋 |                            |
| 友誼大穚（北） |                            |
| 友誼大穚（南） |                            |
| 西灣大橋       |                            |
| 孫逸仙紀念公園 | 3.8                        |
| 路環分站       | 6.2                        |
| 九澳           | 6.6                        |
| 污水處理廠     | 3.2                        |
| 海事博物館     | 3.8                        |

### 臺灣
受奈格外圍環流及東北季風共伴影響，氣象局針對北部、東部發佈豪雨特報。由於豪雨不斷，宜蘭縣大同鄉提前於2日晚間宣佈3日停止辦公及上課。宜蘭縣及花蓮縣也於3日宣佈自當日中午起停班停課。
公路總局並對蘇花公路進行預警性封路。蘭陽溪溪水暴漲，造成十三架疏濬用的怪手遭土石淹沒。一艘巴拿馬籍砂石船「瑞興輪」由基隆港出海，因風浪太大船身過輕，於基隆、萬里交界離岸100公尺處觸礁擱淺，船身斷成兩截，造成7死、3失蹤。船上油料洩出，污染大武崙灣澳長約五公里的海岸。

## 熱帶氣旋信號使用記錄

### 菲律賓
| 菲律賓大氣地球物理和天文管理局 風暴信號 | 菲律賓大氣地球物理和天文管理局 風暴信號 | 菲律賓大氣地球物理和天文管理局 風暴信號 |
| --------------------------------------- | --------------------------------------- | --------------------------------------- |
| 上一熱帶氣旋                            | 三號風暴信號                            | 下一熱帶氣旋                            |
| 颱風納沙                                | 三號風暴信號                            | 颱風蘇拉                                |
| 颱風納沙                                | 二號風暴信號                            | 熱帶風暴榕樹                            |
| 颱風納沙                                | 一號風暴信號                            | 熱帶風暴榕樹                            |

### 香港
| 香港天文台 熱帶氣旋警告信號 | 香港天文台 熱帶氣旋警告信號 | 香港天文台 熱帶氣旋警告信號 |
| --------------------------- | --------------------------- | --------------------------- |
| 上一熱帶氣旋                | 一號戒備信號                | 下一熱帶氣旋                |
| 颱風納沙                    | 一號戒備信號                | 強烈熱帶風暴泰利            |
| 颱風納沙                    | 三號強風信號                | 強烈熱帶風暴泰利            |

### 澳門
| 地球物理暨氣象局 熱帶氣旋信號 | 地球物理暨氣象局 熱帶氣旋信號 | 地球物理暨氣象局 熱帶氣旋信號 |
| ----------------------------- | ----------------------------- | ----------------------------- |
| 上一熱帶氣旋                  | 一號風球                      | 下一熱帶氣旋                  |
| 颱風納沙                      | 一號風球                      | 強烈熱帶風暴泰利              |
| 颱風納沙                      | 三號風球                      | 熱帶風暴杜蘇芮                |

## 外部連結
- （英文）http://www.usno.navy.mil/JTWC/ （页面存档备份，存于） 聯合颱風警報中心首頁
- （繁體中文）http://www.cwb.gov.tw/ （页面存档备份，存于） 中央氣象局首頁
- （日語）http://www.jma.go.jp/jma/index.html （页面存档备份，存于） 日本氣象廳首頁
- （繁體中文）http://www.hko.gov.hk/ （页面存档备份，存于） 香港天文台首頁
- （繁體中文）http://www.smg.gov.mo/ （页面存档备份，存于） 澳門地球物理暨氣象局首頁